# Лангенталь (Рейнланд-Пфальц)
Лангенталь (нім. Langenthal) — громада в Німеччині, розташована в землі Рейнланд-Пфальц. Входить до складу району Бад-Кройцнах. Складова частина об'єднання громад Бад-Зобернгайм.
Площа — 2,71 км2. Населення становить 93 ос. (станом на 31 грудня 2020).